# Les West
Leslie George "Les" West (nascido em 11 de novembro de 1943) é um ex-ciclista britânico que correu profissionalmente nos anos 60 e 90 do século XX.
Em Cidade do México 1968 representou o Reino Unido no contrarrelógio individual.